# Frederikshavn Værft og Flydedok
Frederikshavn Værft og Flydedok, også kendt som Danyard, var et dansk skibsværft, der var beliggende i Frederikshavn. Værftet lukkede i 1999 og bygningerne anvendes i dag af Frederikshavn Maritime Erhvervspark.
Værftet blev grundlagt som H.V. Buhls Træskibsværft i 1870 af skibsbygger H.V. Buhl, der i 1913 fratrådte som følge af værftets økonomiske problemer. Aktionærer og DFDS skaffede ny kapital og etablerede et nyt selskab med navnet Frederikshavn Værft og Flydedok. Værftet blev i begyndelsen af 1900-tallet omlagt til at bygge større skibe af stål, hvorfor der blev etableret først en flydedok, der i 1960'erne blev suppleret af endnu en.
Op mod 10 procent af Frederikshavns befolkning arbejdede på værftet i perioden 1960-1970, svarende til ca. 2.500 medarbejdere.
Værftet blev i 1981 overtaget af J. Lauritzen, der ændrede navnet til Danyard. I sine sidste år byggede værftet blandt andet køleskibe og kemikalietankskibe, bulkcarriers, mindre containerskibe samt militære patruljefartøjer og inspektionsskibe. Det lukkede i 1999, hvorefter den nuværende erhvervspark blev etableret. Værftsfaciliteterne med bedding og kraner er udlejet til Orskov Yard.
Området er af Slots- og Kulturstyrelsen udpeget som bevaringsværdig industrihistorie og rummer en række bygninger, hvoraf de ældste er fra 1917, mens de yngste er fra 1970'erne.